# یواس‌اس واشینگتن (بی‌بی-۴۷)
یواس‌اس واشینگتن (بی‌بی-۴۷) (به انگلیسی: USS Washington (BB-47)) یک کشتی بود که طول آن ۶۲۴ فوت (۱۹۰ متر) بود. این کشتی در سال ۱۹۲۱ ساخته شد.